# カール・ボッシュ
カール・ボッシュ（Carl Bosch, 1874年8月27日 - 1940年4月26日）は、ドイツの化学者、工学者、経営者。
1899年にBASFに入社し、研究を開始した。1908年から1913年までフリッツ・ハーバーと共にハーバー・ボッシュ法を開発した。第一次世界大戦の後、高圧化学を用いて、ガソリンやメタノールの合成の研究を続けた。1925年にはIG・ファルベンの創立者の一人となった。1931年に高圧化学的方法の発明と開発によって、ノーベル化学賞を受賞した。

## 生涯

### 生い立ち
1874年8月27日、ドイツのケルンで生まれた。カールという名前は父親（"カール"・フリードリヒ・アレクサンダー・ボッシュ）の名からとられている。父親はシュヴァーベンの農家の出身で、ケルンでは配線事業や、ガス・水道用の部品の製造・販売にたずさわっていた。母親のパウラ・リープストはケルンの生まれである。また、ロバート・ボッシュ社の創立者であるロバート・ボッシュは叔父にあたる。
幼いころから父親の持っている工具や機械に興味を示し、フンボルト街の高等実業学校に入ってからは家で鳥かごや飼育箱、ボートなど、様々なものを細工していた。16歳のとき、一家は仕事場つきの家へと引っ越した。この頃になると化学を好むようになり、器具を入手して化学の実験をしていた。
1893年、高等実業学校を卒業したとき、化学者になりたいという思いを持っていた。しかし父の勧めにより、シレジアの精錬所で組立工の従弟として学ぶことになった。化学から離れて職人仕事にたずさわることは本意でなかったが、仕事仲間からの評価は高かった。翌1894年になると、シャルロッテンブルク工科大学（現：ベルリン工科大学）に冶金学と機械工学の学生として入学が認められた。そこでは専攻分野の講義のほか、化学の講義も受講した。ただし同校では理論的な計算値よりも職人たちが感覚で導いた値を優先するようなところがあって、ボッシュは不満に思っていた。そして、純粋な科学に魅力を感じたボッシュは、ライプツィヒ大学に入学した。
ライプツィヒ大学ではヨハネス・ウィスリセヌスのもとで有機化学を学び、1898年に学位を得た。大学では化学のほか、鉱物学や昆虫、植物についての講義を聞き、知見を広めた。また、イギリスから講演にやってきたウィリアム・ラムゼーが希ガスのスペクトルを実演した時は、自らの手でそれを再現しようと思い、自分で装置を作り上げ、ラムゼイ講演の3日後にヘリウムのスペクトル実演を成功させた。

### BASFへ入社
ボッシュはこのまま学問への道を進みたかったが、経済的な理由で父親からの反対を受けたため断念した。父親はライプツィヒへ行き、息子の化学工場への入社についてウィスリセヌス教授に相談を持ちかけた。教授から希望先を聞かれたカール・ボッシュは、その場でBASFの名を挙げた。
ボッシュがBASFを志望したのは、教授や先輩の勧めによるところもあったが、同社の名声や将来性も大きな理由だった。また同社には、ハインリッヒ・フォン・ブルンクやルドルフ・クニーツといった著名な学者が在籍していたことも、ボッシュにとっては魅力的だった。ボッシュは1899年1月30日付けでBASFに求職願いを出し、面接の結果、4月15日に採用になった。
BASF社では、新入社員はまず中央研究室に入り、そこで社員の適性を見てから配属先を決めることになっていた。ボッシュも中央研究室を経てから、無水フタル酸の製造工場に回された。担当部長は、無水フタル酸の製造における硫酸水銀の触媒作用を発見したオイゲン・サッパーだった。それと並行して、ボッシュは1900年、ルドルフ・クニーツからアンモニア合成に関する実験を命じられた。
当時、アンモニアを人工的に合成させることは、チリ硝石に代わる化学肥料に必須となる固定窒素を作り出す目的として化学者の間で注目を集めていた。そのような状況の中で、当時著名な化学者であったヴィルヘルム・オストヴァルトは1900年、鉄の針金を触媒として、窒素と水素を適切な温度・圧力のもとで合成させることでアンモニアを作ることに成功した。そこでオストヴァルトは、さっそくその方法で特許を申請し、BASFをはじめとする数社に売り込みをかけた。BASFはこの内容に興味を示し、社内で追試することにした。この追試を任されたのがボッシュだったのである。このときボッシュは入社してまだ1年もたっていなかった。
ボッシュは実験をしてみたが、何度やってもオストヴァルトの結果が再現できなかったので、上司にそのように報告した。これを聞いてオストヴァルトは怒り、会社の重役室までやってきた。そして、「そうです。もし貴方達が、新参で無経験で何もできない化学者に命じたならば、もちろん何も出てこないでしょう」と言った。その後ボッシュはオストヴァルトと激しく論争したり、オストヴァルトが実際に使った針金で実験したりしてみたが、結局上手くゆかなかった。しかしボッシュは実験しているうちに、事の実態がだんだん分かってきた。オストヴァルトが使った針金には不純物である窒化鉄が付着していて、それが水素と反応してアンモニアが生成されていたのである。オストヴァルトもやがてはそれを認め、特許を取り下げ、この問題から手を引いた。
この事件によって、ボッシュは、問題を発見する能力や、化学界の大物にもひるまずに自己を貫いたことなどが評価され、上司からの信頼を得ることができた。

### 結婚
ボッシュは入社直後から、工場内の住居に住み、週末にはボウリングをしたり、酒を飲みに出かけたりしていた。また、休暇や祭日には両親のところで過ごすようにしていた。そしてここで、妹の友達のエルゼ・シルバッハと仲が良くなり、1902年に結婚した。結婚後はルートヴィヒス・ハーフェンのアパートに住み、その後、さらに大きな家に移り住んだ。1906年には長男のカール、1911年には長女のインゲが生まれた。
一方、仕事においては、無水フタル酸工場の拡張が計画されていた。ボッシュはこの際、装置の加熱方法を従来の石炭ガス加熱から、新たな発生炉ガス加熱に切り替えることを提案し、実行に移した。ブルンクは当初これに反対していたが、後に、ボッシュの方法は経費の節約になることを認めた。ボッシュは他にもいくつかの改良を提案したが、ブルンクやクニーツから信頼されるようになっていたため、上司の支持を得ることができた。ボッシュには大きな権限が与えられ、フタル酸工場拡張後には実験室が与えられ、助手もつくようになった。

### アンモニア大量生産の成功
オストヴァルトとの一件以降も、固定窒素の問題はボッシュの頭を離れずにいた。当時、固定窒素を作りだす方法として、電気炉を使った方法が知られていた。この方法は1902年にノルウェーのクリスチャン・ビルケランドとサム・アイデによって実行された。BASFでもこの方法を試していて、ボッシュもガラスの装置を自作するなどして関わっていたが、この方法は費用の面で問題を抱えていた。そのためBASFでは他の方法を模索するようになった。そして、1902年にフタル酸工場の増設が終わって手の空いていたボッシュが中心となって、この問題に本格的に取り組むようになった。
ボッシュは様々な方法を試してみたが、満足のいく結果は見られなかった。そのさなかの1909年、BASFはカールスルーエ高等工業学校の教授であるフリッツ・ハーバーから、固定窒素についての報告を受けた。それは、高温・高圧下でオスミウムを触媒にすることでアンモニアが合成されるというものであった。
しかし、この方法は未知の領域で、大量生産を実現させるには多くの資金と困難が予想された。とりわけやっかいなのが圧力であった。ハーバーが、この方法は100気圧の圧力が必要だと述べると、BASF研究部長のアウグスト・ベルントゼンは、「100気圧だって！　つい昨日、7気圧かけた圧力釜が爆発したんだぞ！」と叫んだ。しかしボッシュは、「うまくいくと思います。私はいまの鉄鋼業界の能力をよく知っている。ここは賭けてみるべきです」と言った。BASF経営者のブルンクはボッシュの意見を尊重し、同案をすすめることにした。
1909年、ボッシュは同僚のアルヴィン・ミタッシュとともにハーバーの研究室を訪れ、実験装置を見学した。あいにくボッシュらが来たときには装置が故障しており、次の用事があったボッシュはデモを見ることなく退出しなければならなかった。しかし装置が直ってからのテストは上手くゆき、部屋に残っていたミタッシュはアンモニアが生成されるのを確認した。その後ボッシュは装置の大型化や新たな触媒の発見に取り組み、アンモニアの大量生産を実現させようとした。
この実験にあたっては、大型の装置が2台爆発するなど困難が相次いだ が、装置を工夫することによってこれを乗り越え、1911年には仮工場で1日に2トン以上のアンモニアが生産できるようになった。この方法は後にハーバー・ボッシュ法と呼ばれるようになる。BASFはオッパウにアンモニア生産の新工場を作ることにし、ボッシュは工場建設の責任者となった。建設は1911年に始まり、1913年に稼働した。しかしボッシュはこれだけでは満足せず、生産拡大のための装置大型化を目指した。さらに従業員を2年で20％増やし、従業員のための住居を建設し、通勤列車のダイヤも調整した。

### 第一次大戦
アンモニアの大量生産によってBASFは大きな利益を上げたが、この動きは1914年の第一次世界大戦開戦によって大きな転機を迎えることになった。まず、戦争が始まるとBASFの主要製品である染料の販路がなくなった。一方で需要が急増したのが、弾薬に使われる硝酸であった。ドイツはこれまで、硝酸のほぼすべてをチリ硝石でまかなっていたが、輸入が途絶えたため、新たな手段で手に入れなければならなくなっていた。
1914年9月、ボッシュは国防大臣と会い、これらの話を聞かされた。そのためボッシュは、アンモニアから硝酸を作る方法を検討した。これについては、すでに農業用に小規模な実験をしており、チリ硝石と同じ物質を作ることに成功していた。そのためボッシュは、チリ硝石と同じものを大量に供給できると宣言した。しかしそのためには大規模な設備が必要になるので、BASFは政府と契約し、製品の供給と引き換えに、工場建設のための資金を得た。
ボッシュはこの任務の中心となって活動し、1915年5月、オッパウ工場に作られた新装置を使って1日150トンのチリ硝石を作ることに成功した。しかし同年同月、フランス軍がオッパウを空襲したため、この工場もそのうち空襲で失われるのではないかと危ぶまれるようになった。そこでドイツ政府とBASFは再び契約を結び、ライプツィヒ近くにあるロイナという小さな町に新しい工場を作ることにした。ボッシュは1916年からこの工場建設に専念したが、軍の徴用による人材不足、資材不足、冬の厳しい寒さにより、作業は難航した。結果的に、当初の予定である1917年2月1日からは遅れたものの、着工から約1年で建設は完了し、1917年4月27日に装置の炉に火がつけられた。生産量は、最初の年は年間36,000トンだったが、急激に増加し、戦争が終わるころには年間16万トンになった。
戦争中ボッシュの評価は高まり、BASFの取締役に任命された。さらに、ボッシュの名はドイツ工業会でも知られるようになった。一方、戦争が続いて、ドイツ軍の敗北が避けられなくなってくると、元々食糧危機を救うために自分が進めていたアンモニア合成の発展は、結果的に現在では戦争を長引かせることになっているのではないかと考え、悩むこともあった。

### BASF代表へ

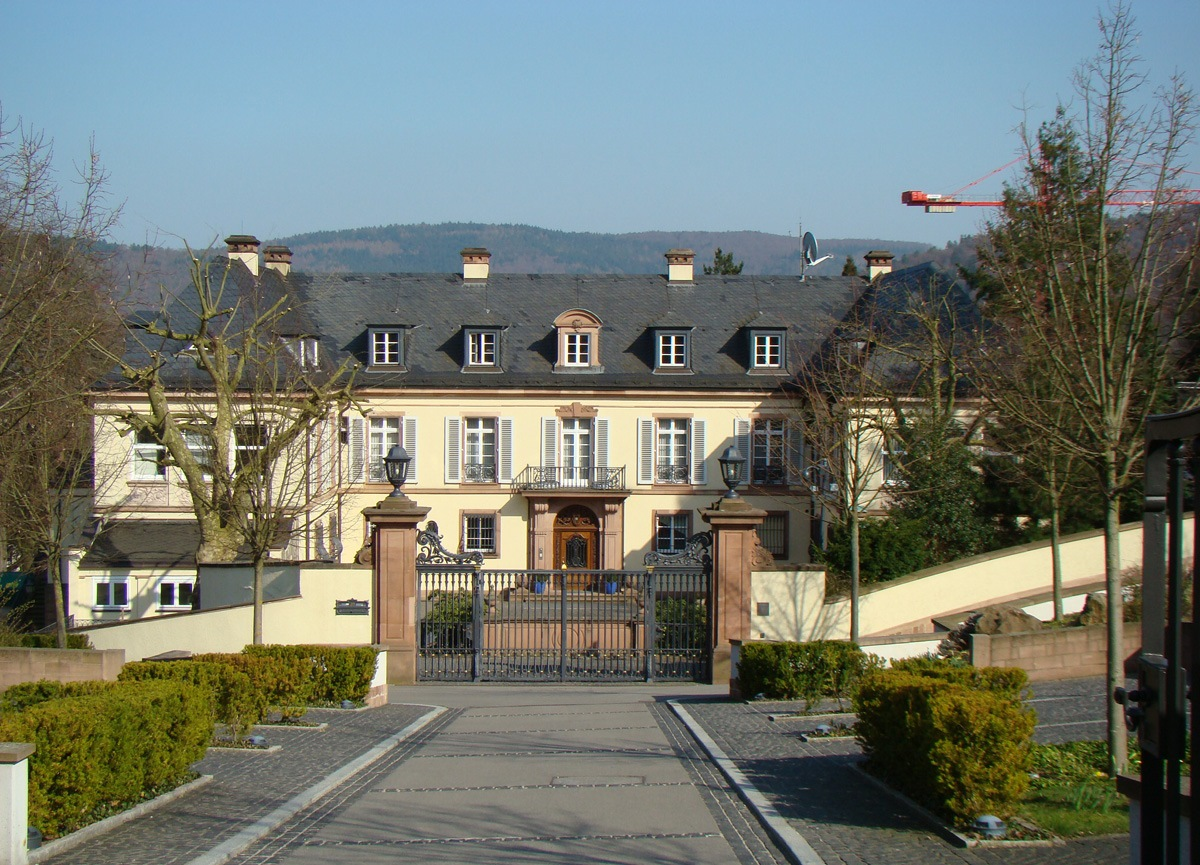
ハイデルベルクの住居。

1918年、戦争は終結した。ボッシュはドイツ工業会の代表として、1919年3月にベルサイユで始まった和平交渉に参加した。ベルサイユではホテルからの外出は許されず、回りには鉄条網がはりめぐらされ、厳しい監視がつけられた。
交渉の内容もドイツにとって厳しいものだった。ドイツにある多くの化学工場は、火薬や爆薬が製造可能であるという理由で、軍需工場とみなされた。そして連合国であるフランスは、BASFのオッパウ工場とロイナ工場の閉鎖を求めた。ボッシュは、ドイツの秩序と賠償金の支払いのため、工場は連合国にとっても必要であると主張したが、聞き入れてもらえなかった。
そこでボッシュは、ある夜、ホテルを抜け出し、鉄条網を乗り越え、監視の目をすり抜けて、フランス化学工業界の大物であるジョセフ・フロッサールと会って話をつけ、2時間後にホテルに戻った。その結果、ボッシュはパリに行くことが許され、そこでの数度にわたる交渉の末に、1919年11月に話はまとまり、オッパウ・ロイナ両工場は操業を続けることが許された。その代わり、フランスは国家窒素局（ONIA）の手でフランス国内にハーバー・ボッシュ法を利用したアンモニア工場を建てることが決まり、BASFはそのための技術援助をすることになった。ボッシュは交渉をまとめた功績により、1919年、BASFの取締役会長に任命された。
こうしてボッシュはBASFの代表となったが、従業員との細かい取り決めについては深く関わろうとはしなかった。そういった中で、労働者からの不満が表面化するようになった。1919年にはロイナ工場でストライキが発生し、1921年には、共産主義活動家によって組織された労働者によってロイナ工場の入り口が封鎖され、警察との間で戦闘状態となった。こうした背景には、ロイナ工場が短期間のうちに作られたために従業員の住居が十分に建てられておらず、労働環境においても長時間労働や安全性の欠如といった問題を抱えており、さらに従業員に対する厳しい管理への反発もあったことが挙げられる。
一方でオッパウ工場では、1921年9月に大きな爆発事故が起き、死者561人を出す大惨事となった（オッパウ大爆発）。肥料の固まりを崩すのに使っていた火薬が原因だった。この爆発音は当時工場から12マイル（19.2キロメートル）離れたハイデルベルクにいたボッシュにも聞こえた。
ボッシュはすぐにオッパウへ行き状況を確認した。それからハイデルベルクに戻って、母親が使うミシンの糸巻きを一晩中旋盤加工した。その後9月25日の追悼式で社員に対して挨拶をしたが、それ以後、ボッシュはしばらく人前に姿を見せなくなった。1922年6月に仕事に復帰したが、以前と比べて口数が少なくなり、大勢の人とかかわるのを避けるようになっていた。
1923年、フランスは、ドイツが賠償金の支払いを延期したのを理由に、オッパウ工場を占領した。ボッシュは当局に協力しなかったという理由でフランス法廷で裁かれ、懲役8年の刑となったが、その年のうちにフランス軍は撤退し、翌年には判決も撤回された。
またこの時期、妻と2人の子供とともに、ハイデルベルクの家に移り住んだ。

### IGファルベンの設立
第一次大戦後、染料会社や化学会社の生産装置は大型化し、設備投資には巨大な資本が必要となった。また、イギリスやアメリカでは合併によって大きな化学会社が生まれたため、ドイツもこれらの企業との競争が避けられなくなった。
そのため、1920年代、ドイツの染料会社や化学会社の間では、業界再編の動きが見られるようになった。ボッシュもそれを推進する一人であった。ハーバー・ボッシュ法の技術はいまやフランスなどにも広がり、他国でもアンモニアを生産するようになったため、BASFの優位は揺らいでいた。BASFでは新たな製品として1923年にメタノールの生産を始めており、ボッシュはこれを応用してガソリンを製造することを考えていたが、それには資金が必要だった。ボッシュは1923年秋にアメリカへ視察旅行に行き、そこで企業の大きな設備を見ることで、企業合同の思いを強くした。
企業再編についての具体的な話し合いは1924年に始まった。ボッシュは企業合同による方法を主張したが、バイエル社の代表であるカール・デュースベルクは持株会社による方法を主張し、両者は対立した。最終的に他の企業の多くがボッシュ案に賛同したため、企業合同による新会社の設立が決まった。社名についてボッシュは、ドイツ・タール染料製造所連合、合同タール製造所、ドイツ・タール染料製造所などの案を考えていたが、これは採用されず、イーゲー・ファルベンインドゥストリー（略称IGファルベン）と決まった。
同社は1925年に設立した。ボッシュは取締役会長となり、監査役会長のデュースベルクとともに最高経営者となった。このときのIGファルベンは世界最大規模の化学企業であった。

### 世界恐慌
ボッシュの指示のもと、IGファルベンはガソリンの合成、人造絹糸の大量生産、新たな混合肥料の開発といった研究開発に力を入れ始めた。なかでもガソリンの合成に関しては、アメリカのスタンダード・オイル社とフォード社に話を持ちかけ、両社との契約を実現させようとした。両社は前向きな姿勢を見せ、1929年にはスタンダード・オイルとの間で契約が成立し、IGファルベンは技術提供の見返りにスタンダード・オイルから3500万ドルの株式を譲渡された。
しかし合成ガソリンの研究は順調に進まず、時間と金を費やし続けた。しかもアメリカで新たな油田が見つかったことによって原油価格は値下がりしていた。そのため、1929年になると、社内から事業続行に対する不満の声が大きくなった。特に監査役会長のデュースベルクは、石油事業を中止し、さらにこの事業の中心となっていたロイナ工場は閉鎖すべきだと主張した。さらにこの時期に世界恐慌が起き、会社の収入は急激に減少していた。
ボッシュは石油事業の中止については一貫して反対した。すでにこの事業に大金を費やしていること、中止すれば大量の失業者を出すこと、石油事業は窒素事業と密接に関連していて片方だけ止めるともう片方のコスト増大につながること、などといった理由による。ボッシュは政府に資金提供と、輸入ガソリンに対する関税強化を求めた。合成ガソリンの生産もある程度成功し、1931年には年間10万トンの生産を達成したが、大恐慌の中では事態を好転させるには至らなかった。1932年はじめにはロイナ工場の稼働率が20％となったが、それでもボッシュは工場を閉鎖させず、規模を縮小したうえで生産を続けた。アンモニア合成以降、ずっとこの部門を手がけてきたボッシュにとって、事業の中止は耐えられないことであった。
そのさなかの1931年に、高圧化学的方法の発明と開発によって、ボッシュはノーベル化学賞を受賞した。そのため同年スウェーデンでの授賞式に参加し、翌年には受賞講演のため再びスウェーデンを訪れた。その他、1919年にリービッヒ・メダル、1932年にヴィルヘルム・エクスナー・メダル、1939年にゲーテ賞を受賞した。
1932年の中頃になると、世界恐慌は底を打ったとの報道が出てくるようになった。IGファルベンは7月に、ロイナ工場の存続を最終決定した。

### ヒトラーとの関係
1932年、ドイツではアドルフ・ヒトラー率いるナチスが勢力を伸ばしてきた。ヒトラーは自動車の愛好家でもあったため、IGファルベンが進めるガソリンの合成に期待していた。そのことを人づてに聞いたボッシュは、「あの男は私が思っていたより分別があるらしい」と言った。1933年1月、ヒトラーは首相に任命された。2月20日、ナチスは化学会社に献金を求め、IGファルベンは40万マルクを支払った。
1933年4月7日、ヒトラーは、ユダヤ人を公職から追放する公務員法を発布した。ボッシュはこの法律に反対していたが、自然科学界で功績のあった人物に対しては法律を適用しないという話を信じていた。そのため、当時カイザー・ヴィルヘルム研究所にいたユダヤ人の物理学者リーゼ・マイトナーには、このまま職にとどまるよう助言した。また同じころ、ヒトラーは経済諮問委員会をつくり、ボッシュは委員に選ばれた。その際、ヒトラーはボッシュの政治的見解について調査するよう命じており、ボッシュがナチスのユダヤ人に対する政策に不満を持っていることなどが調べ上げられていた。
こうした状況の中、ボッシュはヒトラーと会談することになった。会談ははじめ順調に進み、ボッシュがガソリン生産のためロイナ工場の拡張を訴えると、ヒトラーはそれに賛同した。そこでボッシュは、「優秀なユダヤ人科学者が国外退去することになったら、ドイツの物理学と化学は大きな損失を被るだろう」と発言した。ヒトラーは激怒した。そして、「それならば我々はこれから100年間、物理学と化学無しでやっていけばいい」と言った。ボッシュがなおも反論しようとすると、ヒトラーはベルを鳴らし、副官を呼び出し、「枢密顧問官はお帰りだ」と告げてボッシュを追い返した。
これ以後、両者が再び話をすることはなく、経済諮問委員会においてもヒトラーはボッシュを避け、ボッシュの同僚もボッシュをヒトラーに会わせないようにした。
しかしながら両者の対立は、ボッシュが進めていたガソリン事業の進展には大きな影響を与えなかった。1933年12月、IGファルベンは政府と契約を結んだ。この契約は、政府の支援のもとIGファルベンは工場を拡張してガソリンを生産し、そのガソリンは政府がすべて買い上げるというものである。契約が結ばれると、ボッシュはすぐにロイナ工場の拡張を命じた。こうしてIGファルベンとナチスは相互に依存しあう関係になってゆく。
一方、合成アンモニアの研究で協力したフリッツ・ハーバーは、ユダヤ人科学者に対する政府との見解の相違により、1933年4月、カイザー・ヴィルヘルム研究所物理化学・電気化学所長の座を追われていた。ボッシュは同年7月、助けになることがあるならば喜んで貴方のお役に立つという内容の手紙をハーバーに送った。ハーバーはこの手紙に喜び返事を書いたが、翌年の1月、病気が悪化して死亡した。その翌年の1935年1月、マックス・プランクの提案により、ハーバーの追悼式が開かれることになった。ユダヤ人であるハーバーの式典に対しては、ナチスから圧力を受け、公務員に対しては出席禁止命令も出されたが、ボッシュは出席し、さらにハーバーの関係者に案内状を送るなど、式に協力した。

### 晩年
1935年、IGファルベン監査役会長であったデュースベルクが死去すると、取締役会長のボッシュが監査役会長に就任し、ボッシュの補佐役だったヘルマン・シュミッツが取締役会長になった。このときボッシュは、「私は今引退して監査役に入ります。私は若い世代に昇進の機会を与え、それがいかに効果を表わし発展していくかを見守りたいと思います」と述べている。ボッシュは引き続き重要な会議には出席し、権限は保持し続けた が、第一線に出る機会は減り、ハイデルベルクの家にいることが多くなった。
1937年、マックス・プランクの後を継ぎ、カイザー・ヴィルヘルム研究所所長となった。1938年に研究所に所属していたリーゼ・マイトナーの身が危なくなると、ボッシュはマイトナー出国のための手続きを取ろうと内務大臣と交渉したが、最終的にハインリヒ・ヒムラーから拒絶されてしまった。
1938年、ヒトラーがチェコスロバキアへの攻撃を計画していることを受け、ドイツ軍の国防大臣と陸軍司令官は、産業界がこの戦争を支えられるか心配になり、ボッシュのもとを訪れた。当時のドイツ産業界で、このことについて本当のことを言えるのはボッシュだけだと思ったからである。実際それは正しく、ボッシュは正直に、現在の産業界では戦争を支えることはできないと答えた。ボッシュは、このことはヘルマン・ゲーリングに言っておかなければと、ゲーリングと連絡を取ろうとしたが、ゲーリングからは会見を断られた。このときすでに、ナチスはボッシュの意見など必要としていなかった。
1939年5月、ボッシュはミュンヘンのドイツ博物館でのスピーチを頼まれた。ここではヒトラーを讃える言葉を述べなければならない。しかしボッシュは前日、そんなことはできないと言った。そこで友人は仮病を使って欠席することを勧め、ボッシュもそれに同意した。しかし当日、ボッシュは会場に姿を現した。酒を飲んでいたボッシュは、友人が止める間もなく演壇に上がり、科学の独立性について述べ、政府を批判的に論じた。ナチス党員からは罵声を浴びせられた。そして後日、博物館理事長の座を奪われた。

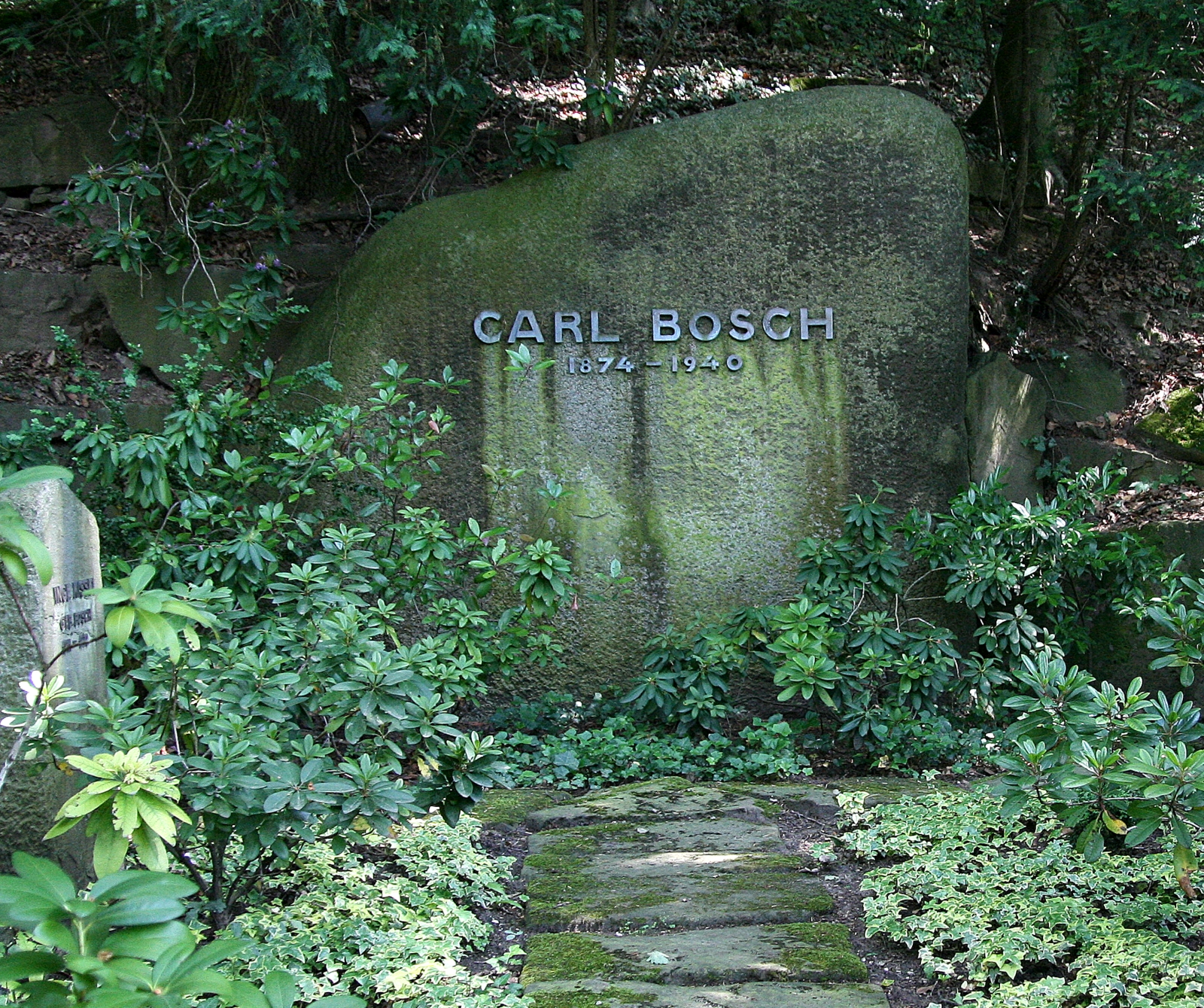
ハイデルベルクにあるカール・ボッシュの墓。墓に記載されているのは生没年のみである。

この事件以後、ボッシュの心身は病み、サナトリウムでの生活を余儀なくされた。そこでの生活でいったんは回復したものの、ヒトラーのポーランド侵攻によってIGファルベンの作った火薬やガソリンが戦場で使われるようになると、それを気に病んで再び精神状態が悪化し、クリスマスの夜に銃を手に1人で部屋に閉じこもったりするようになった。1940年2月にはシチリア島に移り住んだが、そこでも回復せず、4月に再びハイデルベルクに戻った。ボッシュはアルコールだけが慰めとなり、医師に対しても「私はもう十分だ。私はこれ以上どうしようとも思わない」と言うようになった。
1940年4月、ボッシュは息子を枕元に呼び、ドイツの今後について語った。「まず、いつか状況は良くなる。フランスと、おそらくイギリスは占領されるだろう。しかしあの男はロシア を攻撃するという大失敗をするはずだ。しばらくはうまくいくかもしれない。しかしそこから何かひどいことが起きる。何もかもが真っ黒だ。空には戦闘機が飛び回っている。それがドイツじゅうの都市を、工場を、そしてIGを破壊する」。父親の状態が予想以上に悪いことに気付いた息子は、ロットアッハ・エーガーンにいた母を呼び寄せた。妻と対面したボッシュは言葉を交わし、その後まもなく、4月26日に65歳で死去した。ボッシュの予想は概ね的中することとなり、ドイツは破滅の戦争へと突き進み、IG・ファルベンの解体へと至ることとなる。

## 業績
ボッシュの大きな業績は、ハーバー・ボッシュ法によるアンモニアの合成を工業的に成功させたことである。
フリッツ・ハーバーが実験的に成功させたアンモニア合成法は、高温高圧下の大気中でオスミウムを触媒にして水素と窒素を結合させるというものであった。しかしこの方法は、高圧に耐える装置を作らなければならないこと、オスミウムが希少な元素のため高価なこと、水素を大量生産する技術が確立されていないこと、などの問題を抱えていた。
このうち触媒については、同僚のアルヴィン・ミタッシュを中心に様々な試料で調査が進められ、その結果、通常の鉄では効果が無いがスウェーデン産の磁鉄鉱であれば触媒として使えることが分かった。これを受けてミタッシュは、鉄に何らかの不純物が入ることで触媒となるのではと考えて実験を続け、最終的に、鉄に酸化アルミニウムやカルシウムを加えることで、オスミウムと同等のアンモニアが生成できることを発見した。
水素については、熱した石炭に水蒸気を吹きつけて水から水素を得るという水蒸気改質法と呼ばれる方法を採用したが、この方法は有害な一酸化炭素も同時に発生するという欠点があった。これを防ぐ溶液もあるのだが、この溶液は装置に使われている鉄を腐食させてしまう。しかし、研究チームのカール・クラウフは、少量のアンモニアを加えることで鉄を腐食させずに溶液が使用できることを発見し、この問題は解決された。
圧力については、高圧に耐えられる設計のリアクションチャンバーを新たに開発し、大型の機械を2台製作して実験したところ、3日後に2台とも爆発した。装置内部の金属が、弾力が無くなり脆くなっていたためである。この原因は、装置の鋼に含まれる炭素が水素と置き換わったためだということが明らかになったが、鋼に代わり得るような強度を持ち、しかも水素の腐食を受けない材料を見つけることはできなかった。
そこでボッシュは発想を転換し、鋼の内側に軟鉄の層をはめ込んで、この軟鉄を水素で腐食させてしまうことで鋼を水素から守るという案を考えた。さらに、鋼に穴をあけ、そこから水素を逃がすという案も出した。
ボッシュはこの案を元にした装置を発注したとき、妻に「今日の私は、全く大きなことを見つけたか、あるいは大馬鹿なことをやったのかのどちらかだ」と語った。結果的にこの方法は成功し、BASFはアンモニアの大量生産を現実のものとした。さらに、この成功により高圧化学の分野に新たな道が開かれ、後のメタノールやガソリンの合成にもつながった。この業績によりノーベル賞も受賞している。科学者としてでなく、企業の工業的な業績に対してノーベル賞が与えられたのは、ボッシュが初めてである。

## 評価
1898年、ウィリアム・クルックスは講演で、このまま人口が増え続けると食料の生産が追い付かなくなり、人類は飢餓に苦しむようになると警鐘を鳴らした。そして、それを救うために、肥料として使われる固定窒素が必要だと説いた。しかし当時、固定窒素はチリ硝石などから採っており、人工的に合成する方法は確立されていなかった。そのため、固定窒素をアンモニアの形で合成することが重要であった。
この問題を解決したのが、ハーバーとボッシュが中心となって開発したハーバー・ボッシュ法であった。そのためハーバー・ボッシュ法は人類を食糧危機から救った方法として評価されている。一方で、化学肥料の大量使用に関しては問題点も指摘されている（詳しくはハーバー・ボッシュ法を参照）。
またボッシュは、反ナチス主義者であった。しかしながら、ボッシュが取締役を務めていたIGファルベンは後にナチスと密接に関わりあうようになり、ナチスの政策によって利益を得るようになった。ボッシュ自身が、ヒトラーの方針を実現可能にしたのは自分自身だと述べているように、ボッシュが全力で進めていたハーバー・ボッシュ法によるアンモニア生産や、ガソリンの合成、大規模な工場の建設は、結果的にナチスに利用されるようになった。このように、ボッシュの生涯は、科学技術と社会の関わり方という点でも、後世に問題を投げかけている。

## 人物
人の力を借りるより、自分で手を動かして作業する方を好んだ。BASFの化学者は一流大学出身で、しっかりとした身なりをしている人が多かったが、ボッシュは1人でハンマーやレンチを手に機械をいじっていた。入社して間もなくの頃、上着を脱ぎ、袖をまくりあげて容器の中を懸命にかき回しているボッシュを見たある社員は、ボッシュの上司に向かって、「ねえ君、もしこの鈍物を使ってバディッシュ会社で何かができると思ったら、それはとんでもない間違いですよ」と言ったことがある。ハイデルベルクの自宅には旋盤やフライス盤などが備わっており、BASFの代表になって以降も、自らハンマーをふるって新しい装置を組み立てることがあった。また、自然科学にも興味を示し、アルベルト・アインシュタインやヴァルター・ネルンストと話をすることもあった。
人と会うことはあまり好まず、一人でいることが多かった。友人がボッシュをもてなすために、何かして欲しいことはあるかと尋ねたとき、「私一人にしてくれ」と答えたことがある。しかしボウリングには仕事仲間と毎週出かけていた。また、ビールやワインをよく飲んだ。「化学者はきっといつか、総ての自然物の合成を解決するかも知れない。しかし良いぶどう酒を造ることは、親愛なる神様にお任せしなければならない」と述べている。
社員に対しては要求が厳しく、徹夜作業をさせることもあった。また給料は仕事の内容に対する出来高払いだった。労働組合と交渉して給料を上げるよりも、良く働く社員に賞与を与えることの方を好んだ。一方で、当時は珍しかった8時間労働や週休2日制を導入している。
植物や、貝、かたつむり、昆虫などの生物、そして隕石などが好きで、休日にはそれらを収集するために出かけることが多かった。工場の視察中に珍しい昆虫を見つけ、自分の帽子を使ってそれを捕まえている姿も目撃されている。さらに天体にも興味を示し、ハイデルベルクの自宅に天文台を作った。第二次大戦後、隕石や鉱物のコレクションはイェール大学に貸し出され、その後スミソニアン博物館によって買い上げられた。昆虫コレクションは同様にスミソニアン博物館が引き取り、天文台の望遠鏡はテュービンゲン大学へと移された。